# Скалинка
Скалинка — деревня в Вичугском районе Ивановской области. В составе Сошниковского сельского поселения.

## История
В 1981 году указом Президиума Верховного Совета РСФСР деревня Путковская переименована в переименован .

## Население
| 2010 |
| ---- |
| 19   |